# Schmeissneria
Schmeissneria ist ein ausgestorbener Verwandter des Ginkgo und die einzige Gattung der Familie Schmeissneriaceae.

## Merkmale
Von den anderen Vertretern der Ginkgoales unterscheidet sich die Gattung durch folgende Merkmale: Die fertilen Sprosse tragen in spiraliger Anordnung einzelne oder paarige Cupulae, die sitzend oder gestielt sein können. Die Samen sind zur Reife geflügelt.
Die samentragenden Achsen sind bis 8 cm lang und tragen bis 45 tropfenförmige Cupulae. Jede davon ist bis 3,5 mm lang. Zur Reife sind die Samen bis 5 mm lang.
Es werden Kurz- und Langsprosse gebildet. Die Blätter sind ungeteilt und sitzend.
Zusammen mit Schmeissneria microstachys werden Pollenorgane vom Typ Stachyopitys preslii gefunden und dürften zur selben Pflanze gehören.

## Verbreitung
Die Gattung Schmeissneria ist aus dem Hettangium (Unterjura) von Deutschland und dem Mittleren Jura, wahrscheinlich Callovium, von Liaoning im Nordosten Chinas bekannt.

## Systematik
Die Gattung Schmeissneria wurde 1994 für die Typusart Schmeissneria microstachys von Kirchner und Van Konijnenburgvan Cittert aufgestellt. 1997 wurde die Gattung in eine eigene Familie Schmeissneriaceae gestellt. Sie wurde als Vertreter der Ginkgoales interpretiert. Einige Merkmale stellen sie jedoch auch in die Nähe der Gnetophyta.
Nach dem Fund von Schmeissneria sinensis in der Haifanggou-Formation in Liaoning wurde eine Affinität zu den Angiospermen diskutiert. Bei dieser Art stehen die Samenanlagen mit Cupulae paarig auf kurzen Stielen entlang einer Achse. Jede der Samenanlagen hat eine zentrale Einheit, die von einer Hülle mit charakteristischen Längsrippen umgeben ist. Die Spitze ist durch eine Wand völlig geschlossen. Jede Zentraleinheit hat zwei Fächer, die durch ein senkrechtes Septum völlig voneinander getrennt sind.

## Belege
- Zhi-Yan Zhou: An overview of fossil Ginkgoales. In: Palaeoworld. Band 18, Nr. 1, 2009, S. 1–22, doi:10.1016/j.palwor.2009.01.001.
- Thomas N. Taylor, Edith L. Taylor, Michael Krings: Paleobotany. The Biology and Evolution of Fossil Plants. 2. Auflage. Academic Press, Amsterdam u. a. 2009, ISBN 978-0-12-373972-8, S. 753.